# Luki Gosche
Luki Gosche (13 de enero de 1986) es un futbolista samoano que juega como delantero en el Kiwi.

## Carrera
Debutó en 2008 en el Moaula FC y en 2009 pasó al Kiwi FC, donde jugó hasta 2013, cuando firmó con el Lupe ole Soaga. En 2016 regresó al Kiwi.

### Clubes
| Club           | País  | Año             |
| -------------- | ----- | --------------- |
| Moaula FC      | Samoa | 2008 - 2009     |
| Kiwi FC        | Samoa | 2009 - 2013     |
| Lupe ole Soaga | Samoa | 2013 - 2016     |
| Kiwi FC        | Samoa | 2016 - Presente |

### Selección nacional
Representando a Samoa disputó la Copa de las Naciones de la OFC 2012 y 2016.